# Lithocarpus amherstianus
Lithocarpus amherstianus là một loài thực vật có hoa trong họ Fagaceae. Loài này được (Wall. ex Hook.f.) A.Camus mô tả khoa học đầu tiên năm 1931.